# Parapanope siamensis
Parapanope siamensis is een krabbensoort uit de familie van de Galenidae. De wetenschappelijke naam van de soort is voor het eerst geldig gepubliceerd in 1985 door Guinot.